# Parma Associazione Calcio 1992-1993
Questa voce raccoglie le informazioni riguardanti il Parma Associazione Calcio nelle competizioni ufficiali della stagione 1992-1993.

## Stagione
- Serie A: 3º posto in campionato con 41 punti.
- Coppa Italia: eliminata ai quarti di finale dalla Juventus, 2-1 all'andata e 1-1 nel ritorno.
- Coppa delle Coppe: Vittoria del trofeo contro l'Anversa per 3-1.
- Supercoppa italiana: Finalista contro il Milan (2-1).

## Divise e sponsor[1]
| Casa | Trasferta |

## Organigramma societario
Area direttiva
- Presidente: Giorgio Pedraneschi
- Direttore generale: Giambattista Pastorello
- Segretari: Sergio Canuti e Renzo Ongaro

Area tecnica
- Allenatore: Nevio Scala
- Allenatore in seconda: Vincenzo Esposito Di Palma
- Preparatore dei portieri: Ermes Fulgoni
- Preparatori atletici: Ivan Carminati, Vincenzo Pincolini e Adelio Diamante

## Rosa
| N. |                      | Ruolo | Calciatore                 |
| -- | -------------------- | ----- | -------------------------- |
|    | Italia (bandiera)    | P     | Marco Ballotta             |
|    | Italia (bandiera)    | P     | Marco Ferrari              |
|    | Brasile (bandiera)   | P     | Cláudio Taffarel           |
|    | Italia (bandiera)    | D     | Luigi Apolloni             |
|    | Italia (bandiera)    | D     | Antonio Benarrivo          |
|    | Italia (bandiera)    | D     | Alberto Di Chiara (II)     |
|    | Italia (bandiera)    | D     | Cornelio Donati            |
|    | Italia (bandiera)    | D     | Gianluca Franchini         |
|    | Belgio (bandiera)    | D     | Georges Grün               |
|    | Italia (bandiera)    | D     | Salvatore Matrecano        |
|    | Italia (bandiera)    | D     | Vittorio Mero              |
|    | Italia (bandiera)    | D     | Lorenzo Minotti (capitano) |
|    | Italia (bandiera)    | D     | Sebastiano Siviglia        |
|    | Argentina (bandiera) | C     | Sergio Berti               |
|    | Italia (bandiera)    | C     | Tarcisio Catanese          |

| N. |                     | Ruolo | Calciatore          |
| -- | ------------------- | ----- | ------------------- |
|    | Italia (bandiera)   | C     | Stefano Cuoghi      |
|    | Italia (bandiera)   | C     | Aldo Monza          |
|    | Italia (bandiera)   | C     | Marco Osio          |
|    | Italia (bandiera)   | C     | Gabriele Pin        |
|    | Italia (bandiera)   | C     | Fausto Pizzi        |
|    | Italia (bandiera)   | C     | Ivo Pulga           |
|    | Italia (bandiera)   | C     | Daniele Zoratto (I) |
|    | Colombia (bandiera) | A     | Faustino Asprilla   |
|    | Svezia (bandiera)   | C     | Tomas Brolin        |
|    | Italia (bandiera)   | A     | Marco Ferrante      |
|    | Italia (bandiera)   | A     | Gianluca Hervatin   |
|    | Italia (bandiera)   | A     | Alessandro Melli    |
|    | Italia (bandiera)   | A     | Mario Lemme         |
|    | Italia (bandiera)   | A     | Giovanni Sorce      |

## Risultati

### Serie A

#### Girone di andata
| Arbitro: | Amendolia (Messina) |

|                              |           |           |
| Ganz 26’ Rambaudi 79’ (rig.) | Marcatori | 88’ Melli |

| Arbitro: | Bettin (Padova) |

|                                |           |           |
| Grun 4’ Asprilla 45’ Melli 68’ | Marcatori | 50’ Balbo |

| Arbitro: | Beschin (Legnago) |

|                                  |           |  |
| Aguilera 22’, 46’ Casagrande 66’ | Marcatori |  |

| Arbitro: | Rosica (Roma) |

|                     |           |  |
| Osio 25’ Cuoghi 41’ | Marcatori |  |

| Arbitro: | Sguizzato (Verona) |

|                                                    |           |               |
| Signori 13’ (rig.), 34’, 70’ (rig.) Fuser 25’, 37’ | Marcatori | 31’, 44’ Osio |

| Arbitro: | Fucci (Salerno) |

|                                        |           |  |
| Melli 48’ Pizzi 52’ (rig.) Minotti 89’ | Marcatori |  |

| Arbitro: | Trentalange (Torino) |

|  |           |                      |
|  | Marcatori | 62’ Papin 90’ Eranio |

| Arbitro: | Rodomonti (Teramo) |

|                     |           |  |
| Biagioni 90’ (rig.) | Marcatori |  |

| Arbitro: | Fabricatore (Roma) |

|           |           |  |
| Pizzi 64’ | Marcatori |  |

| Arbitro: | Ceccarini (Livorno) |

|  |           |            |
|  | Marcatori | 74’ Brolin |

| Arbitro: | Pairetto (Torino) |

|              |           |  |
| Asprilla 51’ | Marcatori |  |

| Arbitro: | Trentalange (Torino) |

|                |           |  |
| Rizzitelli 89’ | Marcatori |  |

| Arbitro: | Sguizzato (Verona) |

|          |           |            |
| Grun 59’ | Marcatori | 54’ Baiano |

| Arbitro: | Nicchi (Arezzo) |

|                                 |           |                             |
| R. Baggio 52’ (rig.) 84’ Vialli | Marcatori | 41’ (aut.) Kohler 72’ Melli |

| Arbitro: | Beschin (Legnago) |

|             |           |  |
| Minotti 74’ | Marcatori |  |

| Arbitro: | Cinciripini (Ascoli Piceno) |

|                          |           |           |
| Rubén Sosa 60’ Berti 72’ | Marcatori | 21’ Melli |

| Arbitro: | Collina (Viareggio) |

|              |           |             |
| Asprilla 52’ | Marcatori | 62’ Fonseca |

#### Girone di ritorno
| Parma 31 gennaio 1993 18ª giornata | Parma                     | 0 – 0 referto | Atalanta | Stadio Ennio Tardini\| Arbitro: \| Merlino (Torre del Greco) \| |
| Arbitro:                           | Merlino (Torre del Greco) |               |          |                                                                 |

| Arbitro: | Nicchi (Arezzo) |

|           |           |  |
| Balbo 60’ | Marcatori |  |

| Arbitro: | Luci (Firenze) |

|                             |           |                      |
| Brolin 59’ (rig.) Melli 90’ | Marcatori | 45’ Sergio 89’ Mussi |

| Arbitro: | Pairetto (Torino) |

|  |           |                |
|  | Marcatori | 75’ Hagi(aut.) |

| Arbitro: | Cinciripini (Ascoli Piceno) |

|               |           |             |
| Melli 15’ 75’ | Marcatori | 90’ Cravero |

| Arbitro: | Racalbuto (Gallarate) |

|              |           |           |
| Sogliano 38’ | Marcatori | 86’ Melli |

| Arbitro: | Cesari (Genova) |

|  |           |              |
|  | Marcatori | 58’ Asprilla |

| Arbitro: | Amendolia (Messina) |

|                                                 |           |  |
| Brolin 58’ Asprilla 45’ Melli 58’ Di Chiara 58’ | Marcatori |  |

| Arbitro: | Bettin (Padova) |

|  |           |                          |
|  | Marcatori | 13’ Matrecano 45’ Brolin |

| Arbitro: | Chiesa (Milano) |

|                                              |           |             |
| Firicano 58’ (aut.) Minotti 39’ Asprilla 56’ | Marcatori | 24’ Herrera |

| Arbitro: | Boggi (Agropoli) |

|                                 |           |           |
| Mancini 30’ (rig.) Lombardo 52’ | Marcatori | 87’ Pizzi |

| Arbitro: | Baldas (Trieste) |

|                               |           |            |
| Osio 4’, 77’ Pizzi 14’ (rig.) | Marcatori | 74’ Aldair |

| Arbitro: | Pairetto (Torino) |

|              |           |           |
| Di Mauro 89’ | Marcatori | 43’ Melli |

| Arbitro: | Bettin (Padova) |

|               |           |               |
| Osio 48’, 58’ | Marcatori | 39’ Baggio R. |

| Arbitro: | Stafoggia (Pesaro) |

|              |           |              |
| Asprilla 27’ | Marcatori | 65’ Padovano |

| Arbitro: | Cinciripini (Ascoli Piceno) |

|                      |           |  |
| Melli 17’ Cuoghi 82’ | Marcatori |  |

| Arbitro: | Racalbuto (Gallarate) |

|              |           |           |
| Policano 64’ | Marcatori | 87’ Pizzi |

### Coppa Italia
| Arbitro: | Chiesa (Milano) |

|                    |           |  |
| Minotti 48’ (rig.) | Marcatori |  |

| Lecce 2 settembre 1992 Secondo turno - Ritorno | Lecce               | 0 – 0 referto | Parma | Stadio Via del Mare\| Arbitro: \| Ceccarini (Livorno) \| |
| Arbitro:                                       | Ceccarini (Livorno) |               |       |                                                          |

| Arbitro: | Boggi (Agropoli) |

|              |           |  |
| Asprilla 33’ | Marcatori |  |

| Arbitro: | Baldas (Trieste) |

|             |           |             |
| Bonaldi 25’ | Marcatori | 80’ Minotti |

| Arbitro: | Stafoggia (Pesaro) |

|                 |           |            |
| Vialli 78’, 85’ | Marcatori | 80’ Brolin |

| Arbitro: | Ceccarini (Livorno) |

|                   |           |            |
| Brolin 36’ (rig.) | Marcatori | 63’ Möller |

### Coppa delle Coppe
| Arbitro: | Listkiewicz |

|              |           |  |
| Asprilla 48’ | Marcatori |  |

| Arbitro: | van den Wijngaert |

|            |           |          |
| Hetesi 53’ | Marcatori | 62’ Grün |

| Parma 21 ottobre 1992 Ottavi di finale - Andata | Parma    | 0 – 0 referto | Boavista | Stadio Ennio Tardini\| Arbitro: \| Damgaard \| |
| Arbitro:                                        | Damgaard |               |          |                                                |

| Arbitro: | Weber |

|  |           |                               |
|  | Marcatori | 25’ (aut.) Nogueira 80’ Melli |

| Praga 3 marzo 1993 Quarti di finale - Andata | Sparta Praga | 0 – 0 referto | Parma | Stadio Letná\| Arbitro: \| Wieser \| |
| Arbitro:                                     | Wieser       |               |       |                                      |

| Arbitro: | Blankenstein |

|                        |           |  |
| Melli 10’ Asprilla 33’ | Marcatori |  |

| Arbitro: | Don |

|               |           |                   |
| L. García 45’ | Marcatori | 57’, 62’ Asprilla |

| Arbitro: | Schmidhuber |

|  |           |                |
|  | Marcatori | 77’ Juan Sabas |

| Arbitro: | Assenmacher |

|                                 |           |               |
| Minotti 9’ Melli 30’ Cuoghi 84’ | Marcatori | 11’ Severeyns |

### Supercoppa italiana
| Arbitro: | Pairetto (Torino) |

|                            |           |                  |
| van Basten 14’ Massaro 70’ | Marcatori | 45’ (rig.) Melli |

## Statistiche

### Statistiche di squadra
| Competizione        | Punti | In casa | In casa | In casa | In casa | In casa | In casa | In trasferta | In trasferta | In trasferta | In trasferta | In trasferta | In trasferta | Totale | Totale | Totale | Totale | Totale | Totale | DR  |
| Competizione        | Punti | G       | V       | N       | P       | Gf      | Gs      | G            | V            | N            | P            | Gf           | Gs           | G      | V      | N      | P      | Gf     | Gs     | DR  |
| ------------------- | ----- | ------- | ------- | ------- | ------- | ------- | ------- | ------------ | ------------ | ------------ | ------------ | ------------ | ------------ | ------ | ------ | ------ | ------ | ------ | ------ | --- |
| Serie A             | 41    | 17      | 12      | 4       | 1       | 31      | 11      | 17           | 4            | 5            | 8            | 16           | 23           | 34     | 16     | 9      | 9      | 47     | 34     | +13 |
| Coppa Italia        | -     | 3       | 2       | 1       | 0       | 3       | 1       | 3            | 0            | 2            | 1            | 2            | 3            | 6      | 2      | 3      | 1      | 5      | 4      | +1  |
| Coppa delle Coppe   | -     | 4       | 2       | 1       | 1       | 3       | 1       | 5            | 3            | 2            | 0            | 8            | 3            | 9      | 5      | 3      | 1      | 11     | 4      | +7  |
| Supercoppa italiana | -     | 0       | 0       | 0       | 0       | 0       | 0       | 1            | 0            | 0            | 1            | 1            | 2            | 1      | 0      | 0      | 1      | 1      | 2      | -1  |
| Totale              | -     | 24      | 16      | 6       | 2       | 37      | 13      | 26           | 7            | 9            | 10           | 27           | 30           | 50     | 23     | 15     | 12     | 64     | 44     | +21 |

### Statistiche giocatori
| Giocatore    | Serie A  | Serie A | Serie A     | Serie A    | Coppa Italia | Coppa Italia | Coppa Italia | Coppa Italia | Coppa delle Coppe | Coppa delle Coppe | Coppa delle Coppe | Coppa delle Coppe | Supercoppa UEFA | Supercoppa UEFA | Supercoppa UEFA | Supercoppa UEFA | Totale   | Totale | Totale      | Totale     |
| Giocatore    | Presenze | Reti    | Ammonizioni | Espulsioni | Presenze     | Reti         | Ammonizioni  | Espulsioni   | Presenze          | Reti              | Ammonizioni       | Espulsioni        | Presenze        | Reti            | Ammonizioni     | Espulsioni      | Presenze | Reti   | Ammonizioni | Espulsioni |
| ------------ | -------- | ------- | ----------- | ---------- | ------------ | ------------ | ------------ | ------------ | ----------------- | ----------------- | ----------------- | ----------------- | --------------- | --------------- | --------------- | --------------- | -------- | ------ | ----------- | ---------- |
| L. Apolloni  | 31       | 0       | ?           | ?          | 6            | 0            | ?            | ?            | 8                 | 0                 | ?                 | ?                 | 1               | 0               | ?               | ?               | 46       | 0      | ?           | ?          |
| F. Asprlla   | 26       | 7       | ?           | ?          | 6            | 1            | ?            | ?            | 6                 | 3                 | ?                 | ?                 | 1               | 0               | ?               | ?               | 39       | 11     | ?           | ?          |
| M. Ballotta  | 29       | -22     | ?           | ?          | 5            | -3           | ?            | ?            | 7                 | -4                | ?                 | ?                 | 0               | 0               | ?               | ?               | 41       | -29    | ?           | ?          |
| A. Benarrivo | 20       | 0       | ?           | ?          | 4            | 0            | ?            | ?            | 6                 | 0                 | ?                 | ?                 | 1               | 0               | ?               | ?               | 31       | 0      | ?           | ?          |
| S. Berti     | 4        | 0       | ?           | ?          | 3            | 0            | ?            | ?            | 0                 | 0                 | ?                 | ?                 | 0               | 0               | ?               | ?               | 7        | 0      | ?           | ?          |
| T. Brolin    | 22       | 4       | ?           | ?          | 2            | 2            | ?            | ?            | 6                 | 0                 | ?                 | ?                 | 0               | 0               | ?               | ?               | 30       | 6      | ?           | ?          |
| S. Cuoghi    | 22       | 2       | ?           | ?          | 4            | 0            | ?            | ?            | 8                 | 1                 | ?                 | ?                 | 1               | 0               | ?               | ?               | 35       | 3      | ?           | ?          |
| A. Di Chiara | 30       | 1       | ?           | ?          | 5            | 0            | ?            | ?            | 7                 | 0                 | ?                 | ?                 | 1               | 0               | ?               | ?               | 43       | 1      | ?           | ?          |
| C. Donati    | 2        | 0       | ?           | ?          | 1            | 0            | ?            | ?            | 1                 | 0                 | ?                 | ?                 | 0               | 0               | ?               | ?               | 4        | 0      | ?           | ?          |
| M. Ferrante  | 11       | 0       | ?           | ?          | 1            | 0            | ?            | ?            | 0                 | 0                 | ?                 | ?                 | 0               | 0               | ?               | ?               | 12       | 0      | ?           | ?          |
| M. Ferrari   | 1        | -1      | ?           | ?          | 0            | 0            | ?            | ?            | 0                 | 0                 | ?                 | ?                 | 0               | 0               | ?               | ?               | 1        | -1     | ?           | ?          |
| G. Franchini | 4        | 0       | ?           | ?          | 0            | 0            | ?            | ?            | 1                 | 0                 | ?                 | ?                 | 0               | 0               | ?               | ?               | 5        | 0      | ?           | ?          |
| G. Grün      | 27       | 2       | ?           | ?          | 3            | 0            | ?            | ?            | 8                 | 1                 | ?                 | ?                 | 0               | 0               | ?               | ?               | 38       | 3      | ?           | ?          |
| G. Hervatin  | 8        | 0       | ?           | ?          | 0            | 0            | ?            | ?            | 1                 | 0                 | ?                 | ?                 | 0               | 0               | ?               | ?               | 9        | 0      | ?           | ?          |
| S. Matrecano | 20       | 1       | ?           | ?          | 4            | 0            | ?            | ?            | 5                 | 0                 | ?                 | ?                 | 1               | 0               | ?               | ?               | 30       | 1      | ?           | ?          |
| A. Melli     | 28       | 12      | ?           | ?          | 3            | 0            | ?            | ?            | 8                 | 3                 | ?                 | ?                 | 1               | 1               | ?               | ?               | 40       | 16     | ?           | ?          |
| L. Minotti   | 33       | 3       | ?           | ?          | 6            | 2            | ?            | ?            | 9                 | 1                 | ?                 | ?                 | 1               | 0               | ?               | ?               | 49       | 6      | ?           | ?          |
| A. Monza     | 1        | 0       | ?           | ?          | 1            | 0            | ?            | ?            | 1                 | 0                 | ?                 | ?                 | 0               | 0               | ?               | ?               | 3        | 0      | ?           | ?          |
| M. Osio      | 23       | 7       | ?           | ?          | 5            | 0            | ?            | ?            | 4                 | 0                 | ?                 | ?                 | 1               | 0               | ?               | ?               | 33       | 7      | ?           | ?          |
| G. Pin       | 33       | 0       | ?           | ?          | 5            | 0            | ?            | ?            | 8                 | 0                 | ?                 | ?                 | 1               | 0               | ?               | ?               | 47       | 0      | ?           | ?          |
| F. Pizzi     | 20       | 5       | ?           | ?          | 3            | 0            | ?            | ?            | 7                 | 0                 | ?                 | ?                 | 0               | 0               | ?               | ?               | 30       | 5      | ?           | ?          |
| G. Sorce     | 1        | 0       | ?           | ?          | 1            | 0            | ?            | ?            | 1                 | 0                 | ?                 | ?                 | 0               | 0               | ?               | ?               | 3        | 0      | ?           | ?          |
| C. Taffarel  | 6        | -11     | ?           | ?          | 1            | -1           | ?            | ?            | 2                 | 0                 | ?                 | ?                 | 1               | -2              | ?               | ?               | 10       | -14    | ?           | ?          |
| D. Zoratto   | 27       | 0       | ?           | ?          | 6            | 0            | ?            | ?            | 7                 | 0                 | ?                 | ?                 | 1               | 0               | ?               | ?               | 41       | 0      | ?           | ?          |